# Лесковачка котлина
Лесковачка котлина је пространа котлина на југу Србије у композитној долини Јужне Мораве, која углавном захвата територију општине Лесковац, по којој је и добила назив. 
На југу почиње од Грделичке клисуре, а завршава се Печењевачким сужењем код места Печењевце. Налази се на просечној надморској висини од 220 м, а димензије су јој 50 х 40 km, односно, заузима површину од око 2250 km². 
Омеђена је планинама Радан (1409 m) и Пасјача на западу, Кукавица и Чемерник (1638 m) на југу и Бабичком гором (1098 m), Селичевицом (903 m) и Сувом планином на истоку. Кроз Лесковачку котлину протиче река Јужна Морава. До изградње насипа, када је регулисан ток Јужне Мораве, њене обале су трпеле честе поплаве, што је чинило штету пољима дуж реке. Лесковачку котлину, осим Јужне Мораве, пресецају и следеће веће реке: Јабланица, Ветерница, Власина, Пуста река и Козарачка река.
Лесковачка котлина припада Панонском басену. По свом постанку је улегнуће у Земљиној кори, тектонског порекла и била је дно некадашњег Панонског мора. Ова котлина је затворена са свих страна, осим уског пролаза на југу, где улази и северу где излази река Јужна Морава, која је дренира, одводећи воду у црноморски слив. Дно јој је прекривено неогеним седиментима.
Главни речни ток је Јужна Морава али се у самој котлини стичу токови још четири реке – Ветернице, Пусте реке, Јабланице и Власине (Српско петоречје). Због тога,котлина није јединствена целина већ је речним токовима подељена на мање целине – Лесковачко поље (централни део котлине), Поречје (средишњи део слива Ветернице), Јабланица, Пуста река и др.

## Еволуција котлине
Лесковачка котлина у свом развоју прошла је кроз три фазе:
- континенталну која је почела тектонским спуштањем котлине

- абразиону или лакустријску фазу која је почела преобраћањем котлине у језеро и

- Флувијалну фазу која је наступила сукцесивним повлачењем језера и која траје и данас.

Котлина је настала орогеним покретима алпске орогенезе који су били најинтензивнији за време савске фазе односно у олигоцену и олигомиоцену.  
Тектонска потолина настала је раседањем у Родопској маси y време настанка осталих моравских потолина. Раседање Родопске масе вршило се дуж више раседних линија различитих праваца пружања од којих је најважнија била дислокација меридијанског правца. Ова дислокација пружа се меридијански дуж источног обода котлине и најважнија је за њено тектонско формирање. На северу она се везује за Велико-моравску дислокацију а на југу за расед Момине клисуре. Најстарија је и била је активна кроз дуги геолошки период а најважнија њена активност везује се за период од средњег миоцена до краја понта. Активност дислокације престала је у плиоцену или плеистоцену. 
Поред интензивне радијалне тектонике у формирању котлине изражени су били и тангенцијални поремећаји који се могу пратити на десној страни Јужне Мораве.
Грделичка клисура била је само тектонски предиспонирана чиме је била јасна подвојеност Лесковачког од Врањског басена.
Дно Лесковачке котлине лежи на око 220-250 m надморске висине (кристаласта основа је још нижа) што значи да је износ спуштања био од 500-1 000 m.
Континентална фаза трајала је све до средњег миоцена када је наступила трансгресија. „Главно” и највеће раседање било је у средњем и горњем миоцену.
Трансгресијом током средњег миоцена продиру воде Панонског мора у већ формирану котлину. Настанком језера у котлини започиње абразиона фаза. Постоји теза по којој је било спајања вода Панонског и Егејског мора преко Грделичке клисуре.
У време највишег стадијума абразионе фазе котлине дубина воде износила је 650 m односно језерски ниво допирао је до око 850 m апсолутне висине. Раседање се наставило и током постојања језера тако да су већ издигнуте масе, које су делимично штрчале изнад нивоа језера (Бабичка гора, Селичевица, Крушевица), наставиле издизање. 
Масе које су окруживале језеро дале су материјал за језерске наслаге у Лесковачкој котлини. Од језерских наслага био је формиран комплекс (централна језерска раван) висине око 350 m који су реке котлине касније, током флувијалне фазе, раскомадале до данас постојећих коса. Таложење тог материјала вршило се од средњег миоцена (II медитеран) до средњег плиоцена (дак), што је у ствари период живота језера у Лесковачком басену.
Закључци о опадању нивоа језера могу се извести са ободних планина и Печењевачког кристалина до његовог подножја.
После повлачења језера наступила је флувијална фаза у котлини.

## Геолошки састав котлине
У геолошкој грађи котлине постоје стене различите старости. 
Геолошки састав у основи доста је једноличан јер се геолошке творевине јављају ступњевито једне изнад других тако да најмлађе стене леже на најнижој надморској висини а најстарије на највишој надморској висини. Између најмлађих и најстаријих стена су творевине настале у међупериоду (терцијар), у доба постојања језера у котлини. Најстарије и највише стене су кристаласти шкриљци на околним планинама и печењевачки кристалин као заостала „оаза” тих стена.
Кристаласти шкриљци планина наслањају се на миоплиоцене творевине (конгломерате, глине, глиновите пескове, пескове, шљунковите пескове и др.). Ове творевине маскирале су велико пространство палеорељефа котлине састављеног од старијих стена. Управо ове петрографско-стратиграфске чланове формирало је неогено језеро.
Најмлађе и најниже творевине простиру се у долинама река котлине и оне су различитих дебљина и састава.
Мио-плиоцене наслаге најуочљивији су елемент у котлини. То су наслаге које належу на околне планине и оне се у виду језичака увлаче ка центру котлине. Ове наслаге међусобно су одвојене и чине наспрамна развођа између Ветернице, Сушице, Јабланице и Пусте реке. То су скоро уравњене косе које се могу повезати у једну раван: Хисар са Лесковачким висовима са 341 m висине, Рударска чука са 371 m, Сушице са Голом чуком 329 m висине и др. Темена ових коса могу се повезати у пространу раван просечне висине око 350  m. С. Милојевић сматрао је да је ова раван представљала најнижи под некадашњег неогеног језера. 
Дебљина тих седимената је око 140 m изнад речних токова али како реке још нису оголитиле подину тих језерских седимента сматра се да су знатно дебљи.